# Holger Hanselka

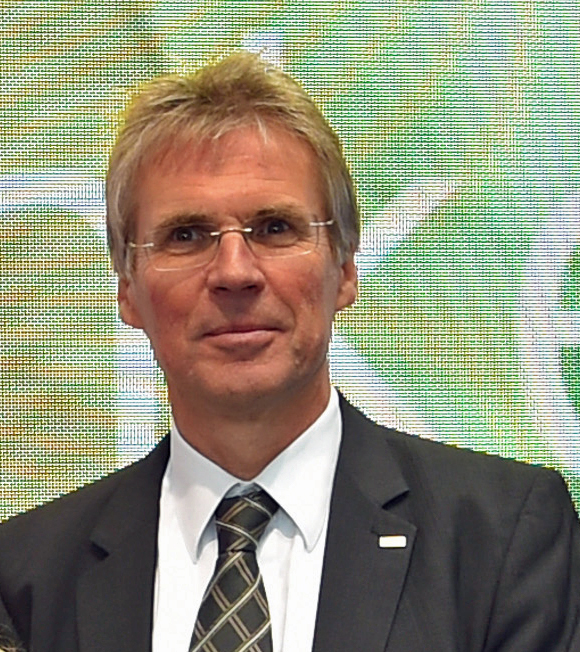
Holger Hanselka, auf der Hannover-Messe 2017

Holger Hanselka (* 4. November 1961 in Oldenburg) ist deutscher Maschinenbauingenieur und Universitätsprofessor. Seit August 2023 ist er der Präsident der Fraunhofer-Gesellschaft. Zuvor war er von Oktober 2013 bis August 2023 Präsident des Karlsruher Instituts für Technologie.

## Werdegang
Hanselka wuchs in Osterode am Harz auf und legte am  Tilman-Riemenschneider-Gymnasium das Abitur ab. Anschließend studierte er Maschinenbau an der Technischen Universität Clausthal. Im Anschluss an sein Studium arbeitete er ab 1988 als wissenschaftlicher Mitarbeiter beim Deutschen Zentrum für Luft- und Raumfahrt (DLR). 1992 promovierte er an der TU Clausthal, woraufhin er beim DLR für verschiedene Forschungsprojekte mit dem Schwerpunkt der Adaptronik verantwortlich zeichnete. Außerdem gründete er während dieser Zeit verschiedene Unternehmen.
1997 erhielt er eine Professur für Adaptronik an der Otto-von-Guericke-Universität Magdeburg. Vier Jahre später wechselte er an die Technische Universität Darmstadt, wo er Leiter des Fachbereichs „Systemzuverlässigkeit und Maschinenakustik“ wurde. Zeitgleich wurde er Leiter des Darmstädter Fraunhofer-Instituts für Betriebsfestigkeit und Systemzuverlässigkeit (Fraunhofer LBF). Ab Oktober 2006 war Hanselka zudem Mitglied des Präsidiums der Fraunhofer-Gesellschaft. 2011 wurde Hanselka zudem Vize-Präsident der Technischen Universität Darmstadt.
Im Oktober 2013 wurde Hanselka Präsident das Karlsruher Institut für Technologie (KIT). Dieses Amt übte er bis August 2023 aus. Zugleich hatte Hanselka das Amt des Vizepräsidenten für den Forschungsbereich Energie bei der Helmholtz-Gemeinschaft inne. Ebenso ist er Mitglied der Deutschen Akademie der Technikwissenschaften (Acatech).
Am 25. Mai 2023 wurde er als Nachfolger von Reimund Neugebauer zum 11. Präsidenten der Fraunhofer-Gesellschaft gewählt. Er hat sein Amt am 15. August 2023 angetreten.

## Mitgliedschaften
- Seit 2019 Mitglied und stellvertretender Vorsitzender des Lenkungskreis der Wissenschaftsplattform Klimaschutz